# Alfred Mann
Alfred Mann (Hambourg, 28 avril 1917 – Fort Wayne, 21 septembre 2006), est un théoricien de la musique et professeur de musicologie à l'École de musique Eastman, Université de Rochester.

## Biographie
Alfred Mann quitte l'Allemagne avant la seconde Guerre mondiale et s'installe d'abord en Italie, puis en 1938, déménage aux États-Unis. Après une longue carrière, Mann est nommé professeur de musicologie à l'Eastman School en 1980. Il prend sa retraite et devient professeur émérite en 1987.

## Écrits
Alfred Mann collabore notamment au Grove.
En 1943, Mann a fait la première traduction anglaise du Gradus ad Parnassum (1725) de Johann Joseph Fux, ainsi qu'une préface d'une centaine de pages. En 1958, Mann traduit en anglais, la partie du Gradus ad Parnassum qui concerne la composition d'une fugue, pages 140 à 217 de l'œuvre originale.
- Theory and practice : the great composer as student and teacher (1987) (OCLC 444695392)
- Bach and Handel : choral performance practice (1992) (OCLC 28004266)
- Handel, the orchestral music : orchestral concertos, organ concertos, water music, music for the royal fireworks (1996) (OCLC 32241497)
- (collectif) Eighteenth-century music in theory and practice : essays in honor of Alfred Mann (1994) (OCLC 31171356)
  - A European at home abroad : an autobiographical sketch, par Alfred Mann